# GE Capital
General Electric Capital Corporation (numită și GE Capital sau GE Money) a fost divizia internațională de servicii financiare a General Electric. Unitățile sale diverse au fost vândute între 2013 și 2021, inclusiv scindarea notabilă a diviziei de finanțe de consum din America de Nord ca Synchrony Financial. În cele din urmă, numai o singură divizie a companiei a mai rămas, GE Energy Financial Services, care a fost transferată la GE Vernova la scindarea General Electric.

## GE Capital în România
Compania a fost prezentă și în România, unde a deținut, din septembrie 2006, pachetele majoritare de acțiuni la companiile Leasemart NV, Ralfi și Domenia Credit.
Estima Finance, marca sub care operează Ralfi IFN SA, oferă credite de consum prin intermediul a 700 puncte de vânzare din țară, printre care și 110 magazine ale retailerului de aparatură electornică și electrocasnică Domo.
Din ianuarie 2007, Ralfi a intrat și în afaceri de leasing financiar.
Ralfi a încheiat anul 2005 cu o cifră de afaceri de 20,2 milioane lei și un profit net de 0,6 milioane lei.
În 2010, operațiunile în România ale GE Capital au fost vândute la Garanti Bank în 2010.